# Mereu (cognome)
Mereu [me-rè-u] è un cognome sardo originario della parte meridionale dell'isola. Si è diffuso soprattutto nel Campidano, dove si presenta con grande frequenza, soprattutto nell'area di Cagliari. Questo antroponimo è tradizionalmente legato a una regione storica campidanese, la Parteòlla, curatoria di Dolia del Giudicato di Cagliari. La definizione etimologica ufficiale di questa provincia storica è stata attestata nel linguaggio amministrativo della Sardegna Giudicale: al tempo si voleva usare il termine Partes, piuttosto che l'omonimo greco μερεια (traslitt.: merèia). Entrambi i lemmi, però, hanno trovato riscontro nell'idioma sardo e, infatti, se da una parte gli studiosi affermano che l'origine dell'antroponimo è bizantina, dall'altra, una tradizione associa la parola "mereu" al significato di "pignatta", dato che i Mereu di Cagliari erano molte volte vasai per mestiere.

## Le ipotesi sull'origine dell'antroponimo
Secondo la comunità degli studiosi è probabile che tale cognome sia di origine bizantina, quando il territorio dell'isola venne affidato all'amministrazione di presidi o giudici, i quali nella difficoltà di governare, divisero ulteriormente i giudicati in meréie (dal greco meréia, "parte"). Queste venivano amministrate dai Mereu(os †), amministratori che conservarono il titolo come cognome successivamente alla scomparsa delle merèie. I progenitori di quest'antroponimo erano i "partitori" della terra sotto l'Esarcato di Ravenna (ciò spiegherebbe il perché il termine è così "tardo", dato che i primi "Mereu" sono subentrati almeno nel 550d.C.).

## Persone
- Alessandro Mereu - cantante, fumettista e blogger italiano
- Antonio Mereu - politico italiano
- Francesco Mereu - Capo di Stato Maggiore esercito
- Italo Mereu - giurista e accademico italiano
- Luciano Mereu - patriota italiano
- Peppino Mereu - poeta italiano
- Pietro Mereu - regista italiano
- Salvatore Mereu - regista italiano
- Simone Mereu - fantino italiano